# Souleymanou Hamidou
Souleymanou Hamidou (Mokolo, 22 november 1973) is een Kameroens voetbaldoelman die sinds 2008 voor de Turkse eersteklasser Kayserispor uitkomt. Eerder speelde hij onder meer voor Denizlispor.
Hamidou speelde sinds 2000 veertig wedstrijden voor de Kameroense nationale ploeg.